# Phronia apicalis
Phronia apicalis är en tvåvingeart som beskrevs av Johannes Winnertz 1863. Phronia apicalis ingår i släktet Phronia och familjen svampmyggor. Inga underarter finns listade i Catalogue of Life.